# 3350 Scobee
A 3350 Scobee (ideiglenes jelöléssel 1980 PJ) a Naprendszer kisbolygóövében található aszteroida. Edward L. G. Bowell fedezte fel 1980. augusztus 8-án.